# Trichoneura umbrosa
Trichoneura umbrosa är en tvåvingeart som beskrevs av Alexander 1948. Trichoneura umbrosa ingår i släktet Trichoneura och familjen småharkrankar. Inga underarter finns listade i Catalogue of Life.